# Адорье
Адорье — деревня в Новоржевском районе Псковской области России. Входит в состав Выборской волости.

## География
Деревня находится в центральной части Псковской области, в зоне хвойно-широколиственных лесов, у реки Доровик, на пересечении автодорог 58К-235 и 58К-119, в 47 км к северо-востоку от райцентра, города Новоржев, и в 7 км к востоку от волостного центра, деревни Вёска.

### Климат
Климат характеризуется как умеренно континентальный, влажный. Среднегодовая температура воздуха — 4,6 °С. Средняя многолетняя температура самого холодного месяца (января) составляет −7,8 °С, средняя температура самого тёплого (июля) — +17,4°С. Продолжительность безморозного периода составляет около 135 дней. Среднегодовое количество осадков — 585 мм. Снежный покров держится в течение 110 дней.

## История
До 2005 года Адорье входило в состав ныне упразднённой Зареченской волости. Затем перешло в состав Вёскинской волости. В апреле 2015 года волость была упразднена, и деревня вошла в состав Выборской волости.

## Население
| 2001 | 2002 | 2010 |
| ---- | ---- | ---- |
| 32   | ↘25  | ↘11  |

Согласно результатам переписи 2002 года в национальной структуре населения русские составляли 92 % из 25 чел.

## Инфраструктура
Личное подсобное хозяйство с зоной сельскохозяйственного использования, индивидуальная застройка усадебного типа.
Отделение связи.

## Достопримечательности
В окрестностях деревни, вблизи автодороги, находится Мемориал Великой Отечественной войны.

## Транспорт
Остановка общественного транспорта «Адорье».